# Église Saint-Gilles d'Hennebont
L'église de Saint-Gilles est une église d'Hennebont, dans le département du Morbihan, en France.

## Localisation
L'église se dresse au cœur du village du même nom qui s'est crée autour d'elle, à environ 3 km au nord-est de la ville close d'Hennebont.

## Historique
L'édifice est construit à la fin du XIe siècle ou au début du XIIe siècle. Il a subi de nombreuses destructions et remaniements au cours des siècles qui en ont altéré l'ordonnance originelle. Son histoire est mal connue faute de sources écrites.
L'église est fortement restaurée à la fin du XIXe siècle. La charpente et le clocher sont repris en 1926. L'édifice est de nouveau restauré en 1961 sous la direction de l'architecte Millot (enduits intérieurs et extérieurs, reprise des fermes de charpente).
Elle est inscrite à l'inventaire général du patrimoine culturel dans les années 1980, puis inscrite au titre des monuments historiques par arrêté du 17 mai 2019.

## Description
Le plan dessine une croix latine incomplète, le bras sud du transept étant manquant. Il est formé d'une nef unique et d'un chœur à chevet plat séparés par un transept réduit à son bras nord. À l'époque moderne, une chapelle polygonale est ajoutée au sud-ouest de la nef ainsi qu'un porche au milieu du mur nord. Le clocher polygonal en charpente qui se dresse à l'est de la nef date probablement de la même époque.
L'édifice roman comportait une nef donnant sur des bas-côtés par cinq arcades de plein cintre portés par des piles rectangulaires. Aujourd'hui murée, depuis la destruction des collatéraux, elles sont bien visibles à l'extérieur dans le mur nord. Au dessus, une série de petites fenêtres hautes très ébrasées éclairait la nef. Positionnées dans l'axe des piliers, elles sont intégralement conservées au nord, alors que seules deux d'entre elles subsistent au sud, deux grandes baies ayant été percées à l'époque moderne. 
La nef donnait sur une croisée du transept probablement marquée par quatre grands arcs diaphragmes soutenus par des piliers cruciformes flanqués de colonnes engagées aux chapiteaux et bases sculptés. Seuls les deux supports marquant l'entrée du transept sont parvenus jusqu'à nous. Les éléments sculptés sont constitués de motifs géométriques (treillis de losanges, chevrons…) Au dessus devait s'élever la tour de croisée aujourd'hui disparue. Il est possible que sa chute soit la cause de la destruction du transept sud et du chevet roman.
Le bras nord du transept, remanié, a conservé une partie de sa  maçonnerie romane, tout comme le chœur. Le chevet plat date de l'époque moderne. Il n'est pas certain qu'il existait des absidioles sur les bras du transept. Cependant, le mur roman à l'est du croisillon nord porte la trace d'une ouverture rebouchée.
La charpente qui couvre l'édifice est masquée par un lambris disgracieux datant des années 1970. Datée par dendrochronologie en 2018, la charpente est réalisée entre 1350 et 1370 pour la nef et entre 1507 et 1537 pour celle du transept nord, le reste datant du XVIIIe siècle.
Le maître-autel, qui avait été déplacé dans la chapelle Sainte-Anne de Brandérion en 1957, a regagné l'église. 
Une statue de saint Gilles et un tableau représentant une scène de sa vie, tous deux du XIXe siècle, sont inscrits aux monuments historiques au titre d'objet,.